# 1930년 전국동계체육대회 스피드스케이팅 일반부 남자 500m 배진
1930년 전국동계체육대회 스피드스케이팅 일반부 남자 500m 배진은 일제강점기 조선 경성부에서 개최된 1930년 전국동계체육대회 스피드스케이팅의 세부 종목이다.

## 경기 결과
남자 500m 배진 종목의 경기 결과는 다음과 같다.
| 순위 | 선수   | 소속 | 기록 | 비고 |
| ---- | ------ | ---- | ---- | ---- |
| 1    | 정진원 | 경전 | 불명 |      |
| 2    | 조원항 | 경성 | 불명 |      |
| -    | 조점용 | 백구 | -    | 실격 |

## 참고 문헌
- 대한체육회 (1990). 《대한체육회 70년사》.
- 대한체육회 (2011). 《대한체육회 90년사》.